# ショウアップスポーツ
『ショウアップスポーツ』は、ニッポン放送で2012年10月から2016年3月、2020年11月9日から2021年3月24日まで放送していたスポーツ番組である。

## 番組概要
ニッポン放送は、平日ナイターオフ枠にて2011年迄は『ショウアップナイター』関連のナイターオフ番組を編成していたため、シーズンオフのプロ野球関連のストーブリーグ、契約更改、自主トレ、キャンプ情報やその他スポーツの結果、話題を扱って来ていたが、2012年1月9日から平日夕方枠にて報道番組である『ザ・ボイス そこまで言うか!』を編成したため、2012年のナイターオフ時に『ザ・ボイス』から『ショウアップナイター』関連のスポーツニュースを分離させるため、別途『ショウアップナイター』関連のスポーツニュースのみとナイターオフ番組を離脱させて編成。
番組構成は、過去のナイターオフ番組で扱ってる「スポーツニュースショウアップ」で扱うスポーツニュースをメインに構成する。2012、13年度は粗々全日に渡って編成して来たが、2014年度は当該番組で扱っていた「スポーツニュースショウアップ」を込みで編成された平日のナイターオフ番組である、『今夜もオトパラ!』を継続的に編成したため、週末のみに縮減。週末についても、土曜の『師岡正雄 サタデーショウアップスポーツ』（2014年）、『ウィークリースポーツトーク マイチャレンジ』（2015年）、日曜の『地元いーとこショウアップ!』（2016年）を編成したため、当該番組は終了となった。
その後、2018年は3月末で『ザ・ボイス』が終了し、4月から開始した『草野満代 夕暮れWONDER4』のテコ入れとして、同年10月から当該番組のパーソナリティである松本が合流した事で、2018、19年のナイターオフは『WONDER4』の時間尺をショウアップナイターのゾーン迄拡大し、同番組内でスポーツニュースを扱って来たが、同局の2020年下半期番組編成にて、急遽、2020年7月2日に『WONDER4』を終了させて、『ザ・ボイス』の弟番組である『辛坊治郎ズーム そこまで言うか!』を木曜午後枠から平日夕方枠に移動させて再スタートさせた事に伴い、当該年のナイターオフについては、リモート活用やライブ動画配信サービスと連携した録音番組を含めた実験的分割編成を敷くため、ニッポン放送ローカルで月曜のみにスポーツニュース単体の番組を編成させるため、当該番組を2年振りに復活させる事となり、2020年シーズンの『ショウアップナイタープレイボール』の月曜担当である、松本がそのまま継続して担当する事となった。

## 出演者
2020年11月時点
肩書き無しはニッポン放送アナウンサー

### パーソナリティ

#### 現在
- 松本秀夫（当時：ニッポン放送アナウンサー、現・フリーアナウンサー） - 2013年10月 -  2014年3月（日、月曜）、2020年11月9日 - 2021年3月22日

#### 過去
- 師岡正雄（当時：ニッポン放送アナウンサー、現・フリーアナウンサー） - 2012年10月 - 2013年3月（月曜）、2013年10月 - 2014年3月（火、木曜）
- 山内宏明 - 2012年10月 - 2013年3月（火曜）、  - 2014年10月 - 2015年3月、2015年10月 - 2016年3月※週替わり
- 煙山光紀 - 2012年10月 - 2013年3月（水曜）、2013年10月 - 2014年3月（水、金曜）、2021年3月22、23日
- 洗川雄司 - 2012年10月 - 2013年3月（木曜）、  - 2014年10月 - 2015年3月、2015年10月 - 2016年3月※週替わり
- 清水久嗣 - 2012年10月 - 2013年3月（金曜）
- 山本剛士 - 2012年10月 - 2013年3月、2013年10月 - 2014年3月（土曜）
- 胡口和雄（フリーアナウンサー、元ニッポン放送アナウンサー） - 2012年10月 - 2013年3月（日曜） [注 4]、  - 2014年10月 - 2015年3月、2015年10月 - 2016年3月※週替わり
- 栗村智（当時：ニッポン放送アナウンサー、現・フリーアナウンサー）  - 2014年10月 - 2015年3月、2015年10月 - 2016年3月※週替わり
- 山田透（フリーアナウンサー、元ニッポン放送アナウンサー）  - 2014年10月 - 2015年3月、2015年10月 - 2016年3月※週替わり
- 宮田統樹（フリーアナウンサー、元ニッポン放送アナウンサー）  - 2014年10月 - 2015年3月、2015年10月 - 2016年3月※週替わり

## 放送時間

### 現在
- 月曜 17:30 - 18:00 - 2020年11月9日 - 2020年3月22日

### 過去
- 平日、日曜 17:30 - 18:00 - 2012年10月 - 2013年3月、2013年10月 - 2014年3月
- 土曜 17:50 - 18:00 - 2012年10月 - 2013年3月、2013年10月 - 2014年3月
- 日曜 17:30 - 18:00 - 2014年10月 - 2015年3月、2015年10月 - 2016年3月

### 放送時間変更
2012年
- 10月25日：当該番組の放送枠を18:00迄拡大して 『ショウアップスポーツスペシャル プロ野球ドラフト会議』（17:00 - 18:00）を編成。
- 12月7日：三陸沖地震 (2012年12月)発生に伴い、三陸沖地震 に関する報道特別番組（進行：上柳昌彦、箱崎みどり、ニュースデスク：井土厚（同局報道部記者））編成のため、番組休止。内包コーナーである、「狙え!万馬券 今週の注目馬ショウアップ」の振替編成伴い、翌日の『河西智美 お姉さんに聞きなさい!』は番組休止し、翌々日の『日曜競馬ニッポン』が15:00からの短縮放送となった。

2013年
- 2月23、24日：2月の聴取率調査週間編成として『たけし みゆき 千春も登場! 伝説のパーソナリティが今を語る オールナイトニッポン45時間スペシャル』編成に伴い、番組休止。
- 3月31日：『ショウアップナイタースペシャル 読売ジャイアンツ×広島東洋カープ』実況中継（14:00 - 17:30）が編成されていたが、放送時間延長の為、番組休止。
- 10月24日：当該番組の放送枠を18:00迄拡大して 『ショウアップスポーツスペシャル プロ野球ドラフト会議[4]』（17:09 - 18:00）を編成。
- 12月9 - 13日：12月の聴取率調査週間編成として、放送枠を統合した特別番組『ショウアップスポーツ×Good Job ニッポン 2013年スポーツ総決算』（17:00 - 20:50）を編成。

2014年
- 3月30日： 『ショウアップナイタースペシャル 読売ジャイアンツ×阪神タイガース』実況中継（14:00 - 17:30）が編成されていたが、放送時間延長のため、番組休止。

2020年
- 12月14日：12月聴取率調査週間時編成にて『辛坊治郎ズーム そこまで言うか!』（15:30 - 17:30）の19:00迄の時間尺拡大に伴い、当該番組含めたレギュラー番組（『武井壮・大橋未歩のハロー!BEYONDな人〜パラスポーツで未来を変えよう!〜』（18:00 - 18:10）、『私の正論』（18:10 - 18:20）、『大石久和のラジオ国土学入門』（18:20 - 18:50）、『ガクのネ』（18:50 - 19:10））は番組休止[5]。

2021年
- 2月15日：2月聴取率調査週間時編成にて『明石家さんま オールニッポン お願い!リクエスト〜“えらいこっちゃ”まさかの大ピンチ!〜』（17:30 - 21:50）編成に伴い、番組休止。
- 3月23、24日：NPBシーズン開幕週に伴い、ナイターオフ番組である『鶴光の噂のゴールデンリクエスト』を前週の3月18日に放送終了させ、『ショウアップナイター』の助走期間として、当該番組を編成。

2023年
- 3月11日：レギュラー放送期間外であるが、『ショウアップナイタースペシャル カーネクスト 2023 WORLD BASEBALL CLASSIC 1次ラウンド 東京プール チェコ×日本』に伴い『ラジオペナントレースNEXT powered by ニッポン放送ショウアップナイター』が休止されたため、WBC中継の直前情報番組として17:50 - 18:00に編成。この時に、『ラジペナNext』のフロート番組である『NX Nippon Express presents 侍ジャパンプレーヤー』・源田壮亮の後編を放送した。

## タイムテーブル

### 現在
2020年11月9日時点
| タイムテーブル | タイムテーブル                 | タイムテーブル |
| 時刻           | 内容                           | 備考 |
| -------------- | ------------------------------ | --- |
| 17:30.00       | オープニング                   | OPトークでプロ野球の話題を扱う |
| 17:33.00       | フリートークゾーン             | オープニングから続き、プロ野球の話題を扱い ショウアップナイター解説者がスタジオ若しくは電話似て出演する                                |
| 17:40.30       | ラジオリビング                 | 16時台のリピート枠 |
| 17:42.30       | スポーツニュースショウアップ   | この時間までに入っているスポーツニュースやスポーツに 関するトピックスを松本が伝える                                                    |
| 17:46.15       | こちら、サンスポ編集局         | 『草野満代 夕暮れWONDER4』の木曜放送分から枠移動 サンケイスポーツの翌日紙面の記事情報を、サンスポ東京本社の 編集局担当者から教えて貰う |
| 17:50.00       | 小島奈津子のおかえりなさい     | 内包番組ゾーン 『ショウアップナイタープレイボール』から移動                                                                            |
| 17:55.00       | 5-56天気予報                   | 『ショウアップナイター』を通しての継続コーナー 松本が気象情報を伝える                                                                  |
| 17:55.30       | ニッポン放送交通情報（警視庁） | |
| 17:57.30       | エンディング                   | 番組の締めに『ショウアップナイター』を通して 松本が『鶴光の噂のゴールデンアワー』時代から恒例になって いるなぞかけで締める             |

### 過去

#### 平日
| タイムテーブル | タイムテーブル                                                                                       | タイムテーブル |
| 時刻           | 内容                                                                                                 | 備考 |
| -------------- | --- | --- |
| 17:30.00       | オープニング                                                                                         | OPトークでプロ野球の話題を扱う |
| 17:33.00       | ニッポン放送 ソチ情報エキスプレス                                                                    | ソチオリンピック開催期間中のみのコーナー ソチの最新情報を清水久嗣と電話を繋いで                                                                                           |
| 17:35.00       | スポーツニュースショウアップ                                                                         | |
| 17:43.30       | ラジオリビング                                                                                       | 16時台のリピート枠 |
| 17:46.00       | 出光プレゼンツ ショウアップスポーツTODAY（月曜 - 木曜） 狙え!万馬券 今週の注目馬ショウアップ（金曜） | この日のスポーツの注目トピックス・情報を紹介 週末の中央競馬のレースの注目馬を『日曜競馬ニッポン』の トラックマンと共に伝える。 また、かつて競馬界で活躍した名馬を紹介する |
| 17:50.00       | 小島奈津子のおかえりなさい                                                                           | 内包番組ゾーン 『ショウアップナイタープレイボール』から移動 |
| 17:55.00       | 5-56天気予報                                                                                         | |
| 17:55.30       | ニッポン放送交通情報（警視庁）                                                                       | |
| 17:57.30       | エンディング                                                                                         | 2012年は同年のナイターオフ番組である、 『松本ひでお 情報発見 ココだけ』のパーソナリティが 登場し、放送当日の予告含めたクロストークをする場合 がある                       |

#### 週末

##### 土曜
| タイムテーブル | タイムテーブル                 | タイムテーブル                                                    |
| 時刻           | 内容                           | 備考                                                              |
| -------------- | ------------------------------ | ----------------------------------------------------------------- |
| 17:50.00       | オープニング                   | OPトークと当日のスポーツニュースを ストレートニュース形式で伝える |
| 17:56.00       | 告知                           |                                                                   |
| 17:57.00       | ニッポン放送天気予報           |                                                                   |
| 17:58.00       | ニッポン放送交通情報（警視庁） |                                                                   |
| 17:58.30       | エンディング                   |                                                                   |

##### 日曜
| タイムテーブル | タイムテーブル                       | タイムテーブル                 |
| 時刻           | 内容                                 | 備考                           |
| -------------- | ------------------------------------ | ------------------------------ |
| 17:30.00       | オープニング                         | OPトークでプロ野球の話題を扱う |
| 17:35.00       | スポーツニュースショウアップ         |                                |
| 17:46.00       | ショウアップスポーツTODAY            |                                |
| 17:55.00       | ニッポン放送ニュース・天気予報       |                                |
| 17:55.30       | ニッポン放送交通情報（九段センター） |                                |
| 17:58.00       | エンディング                         |                                |